# Sealand (micronatie)

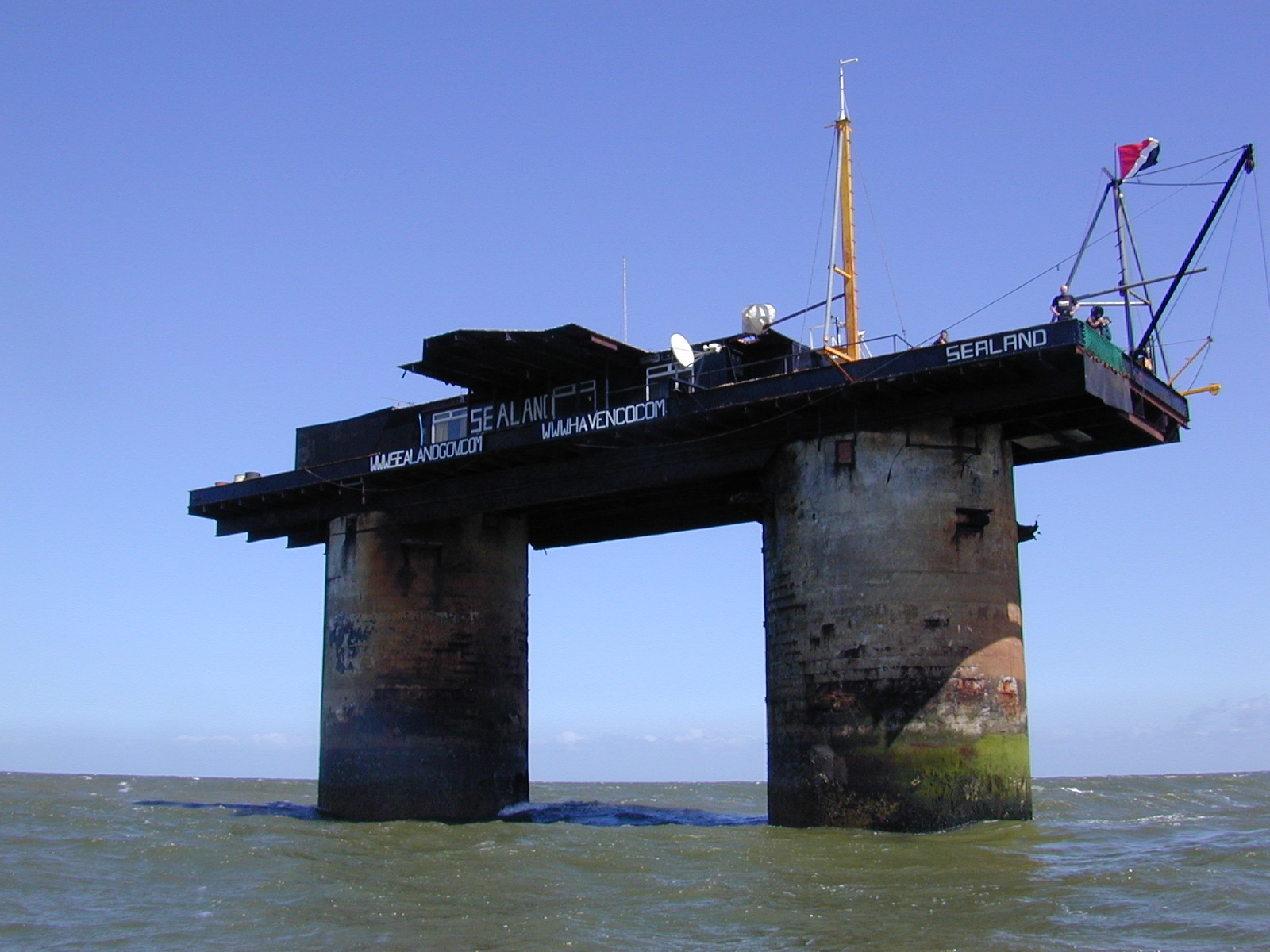
Het platform

Het Prinsdom Sealand (Principality of Sealand) is een zelfuitgeroepen micronatie, negen kilometer van de Engelse oostkust gelegen op een voormalig marineplatform.

## Geschiedenis
Op 2 september 1967 nam de Engelse radiopiraat Paddy Roy Bates het tot dan toe verlaten Maunsell-fort Roughs Tower uit de Tweede Wereldoorlog in bezit en riep er een onafhankelijk vorstendom uit. Hoewel Sealand door geen land ter wereld wordt erkend, heeft het een grondwet en geeft het in de territoriale wateren gelegen "vorstendom" eigen postzegels, munten, paspoorten en attesten van verleende adelstand uit. Sealand heeft een oppervlakte van 550 m² en een inwonertal dat varieert van 1 tot 5.
In 1967 konden dergelijke claims nog vrijelijk gedaan worden, aangezien de landen rond de Noordzee een driemijlslimiet hanteerden. In 1987 werden de territoriale wateren verbreed tot 12 mijl buiten de kust, zodat de claim van Bates in wezen strafbaar is geworden. Hij is hier echter nooit om vervolgd, en in tegenstelling tot wat bij vergelijkbare initiatieven het geval was, is Sealand nooit door een leger bezet om de claim te ontkrachten. Hiertoe is tegen het einde van 1968 eenmaal een poging gedaan, maar nadat de kustwacht vanaf het platform met een achterlader beschoten werd, nam die zijn verlies en deed geen verdere pogingen tot bezetting. De overheid van Sealand refereert aan dit incident als een "terroristische aanval die kon leiden tot het verlies van levens" en een "conflict met de Britse, Nederlandse en Duitse overheden".

## Incident van augustus 1978
In augustus 1978 kwam een groep Nederlanders met een Duitse advocaat naar de 'eilandstaat' toe om handelszaken te bespreken met Sealand. Bates was destijds in het Verenigd Koninkrijk aanwezig. De groep bezette het platform en "kidnapte" Bates' zoon Michael. Kort daarna hernam Bates de basis met een groep vrienden en hielden ze de Nederlanders en de Duitser vast op het platform als "krijgsgevangenen".
Tijdens de periode dat Sealand de groep vasthield, probeerden de Nederlandse en Duitse overheid er tevergeefs voor te zorgen dat ze vrijgelaten werden. De hulp van het Verenigd Koninkrijk werd ingeroepen, maar deze bleef buiten de hele toestand. Na een maand stuurde Duitsland een diplomaat naar Sealand om over de vrijlating van de Duitser te onderhandelen.
Bates liet eerst de Nederlandse gevangenen vrij, volgens de Geneefse Conventie. De Duitser werd nog vastgehouden, omdat deze volgens Sealand een Sealands paspoort bezat en daardoor schuldig was aan landverraad. Uiteindelijk werd ook de Duitser vrijgelaten, omdat Sealand de goede naam wilde behouden.

## Brand in 2006
Op 23 juni 2006 brak brand uit op de bovenste verdieping op het platform als gevolg van kortsluiting, waarbij een persoon gewond raakte. Het vuur werd gedoofd door een lokale blusboot. Een groot deel van het complex brandde uit en werd hersteld; de kosten hiervan werden geraamd op £250.000.

## Te koop
Op 8 januari 2007 werd bekend dat Prins Roy van Sealand "zijn" land te koop aanbiedt. Hij vindt dat het tijd is om het land uit handen te geven aan een jongere generatie. De vraagprijs is 10 miljoen pond. Later in januari werd bekend dat The Pirate Bay, een torrentwebsite, serieus nadacht over de aanschaf van het platform om de auteursrechten te omzeilen. Dit omdat Sealand een aparte natie is, hoewel nooit erkend door een land. Later besloot men, omdat hun e-mails aan de regering van Sealand niet beantwoord werden en men zich dus niet serieus genomen voelde, om een ander eiland te kopen.
De verkoop ging niet door en Sealand staat nog altijd onder bewind van de familie Bates.

## Sport
- Michael Martelle deed namens Sealand mee aan de Kungfu World Cup 2007 in Canada, Martelle haalde twee zilveren medailles.
- Het voetbalelftal van Sealand is lid van de NF-Board, een bond van voetballanden die niet bij de FIFA of UEFA zijn aangesloten.